# Personenbeschreibung
Eine Personenbeschreibung ist das Beschreiben von Eigenheiten (Aussehen und Verhalten) einer Person, die der möglichst zweifelsfreien Wiedererkennung dienen soll. In der Schweiz ist für eine kurze Personenbeschreibung auch der Begriff Signalement (Substantiv von französisch signaler ‚kurz beschreiben‘) üblich.
Eine derartige Beschreibung ist stets nach einem bestimmten Muster aufgebaut und folgt einer bestimmten Reihenfolge, die es dem Leser ermöglicht, ohne „Sprünge“ im Ablauf sich die Person vorzustellen und gegebenenfalls wiederzuerkennen. An erster Stelle stehen Name, Vorname, Alter und Geschlecht der Person, soweit dies bekannt ist. Auch Herkunft und Beruf sind Merkmale, die für eine Person von Bedeutung sein können. Besonders wichtig sind visuell (mit den Augen) erfassbare Merkmale. Dabei wird beginnend mit der Körpergröße und der Körperausformung die Person von Kopf bis zu den Füßen beschrieben. Im Vordergrund stehen sofort erkennbare Merkmale. Ergänzt werden sie durch Merkmale, die durch eine genauere Untersuchung/Betrachtung feststellbar werden (z. B. Merkmale, die durch Kleidung verdeckt werden). Neben visuellen Merkmalen sind im Einzelfall auch hörbare Besonderheiten (Sprache, Sprachfehler, Dialekte, Sprachbesonderheiten, Wortschatz, Verwendung von Slang) für eine Beschreibung wichtig.
Eine Personenbeschreibung muss sachlich sein, Vermutungen oder fantasievolle Ausschmückungen gehören nicht hinein.

## Aufbau einer Personenbeschreibung
| Merkmal                                | Beispiel |
| -------------------------------------- | --- |
| Vorname und Name                       | |
| Alter                                  | |
| Geschlecht                             | weiblich/männlich |
| Herkunft                               | |
| Beruf                                  | |
| Körperstatur                           | muskulös, schmächtig, schlank, übergewichtig |
| Größe der Person                       | klein, groß, riesig |
| Hautfarbe                              | braun, weiß, schwarz |
| Gliedmaßen                             | Arme (kurz, lang, vernarbt, Prothesen) Beine (stark, dick, dünn, durchtrainiert) Füße (klein, winzig, gespreizt, gesenkt) |
| Kleidung                               | Kopfbedeckung (Mütze, Zylinder, Diadem, Basecap) Oberbekleidung (Shirt, Longsleeve, Unterhemd, Jacke, Mantel) Unterbekleidung (Cordhose, Latzhose, Jeans, Rock, Kleid, Mini) Schuhe (Sneakers, Stiefel, Sandalen, barfuß)                                            |
| Sonstige besondere Merkmale der Person | Narben, Verbrennungen, Wunden, Piercings oder Schmuck, Tätowierungen, Henna, Bodypainting, Körperkunst, Sprache und Geruch |
| Kopf und Gesicht                       | Haare Haarfarbe (blond, brünett, schwarz) Frisur (Flechtfrisur, Zöpfe, Glatze) Haarstruktur (lockig, strohig, dünn, glatt) Bart (Vollbart, rasiert, Dreitagebart) Form des Kopfes (rund, eckig, birnenförmig, oval) Stirn (hoch, verdeckt, gewölbt, Geheimratsecken) |
| Augen                                  | Augenfarbe (grün, braun, blau) Augenform und -art (groß, mandelförmig, klein, oval, rund) Augenbrauen und Wimpern (buschig, lang, dünn, kurz) Brille, Augenklappe, Glasauge                                                                                          |
| Nase                                   | breit, schmal, dick, dünn, krumm |
| Ohren                                  | anliegend, abstehend, klein, groß |
| Mund und Lippen                        | schmal, klein, groß, wulstig, fleischig |
| Zähne                                  | Beschaffenheit, Zahnlücken, Farbe |
| Kinn                                   | Doppelkinn, schmal, flüchtig |
| Hals                                   | muskulös, kurz, lang, zart |

Alle angeführten Adjektive sind Beispiele.

## Zeitform
Die Beschreibung wird im Präsens (Gegenwart) verfasst.